# Oswin Müller
Oswin Müller (* 26. Januar 1939) ist ein deutscher Jurist. Er war von 1980 bis 2004 Richter am Bundesverwaltungsgericht, seit Januar 1998 Vorsitzender Richter.

## Leben und Wirken
Müller war zunächst im gehobenen Dienst der Finanzverwaltung des Landes Rheinland-Pfalz tätig. Nach Abschluss seiner juristischen Ausbildung und seiner Promotion wurde er 1971 als Regierungsassessor dem Oberverwaltungsgericht Rheinland-Pfalz als wissenschaftlicher Mitarbeiter zugewiesen. Mit der Versetzung an das Ministerium der Justiz des Landes Rheinland-Pfalz kam er u. a. als persönlicher Referent des Ministers und Leiter des Ministerbüros zum Einsatz. Zuletzt war er dort Ministerialrat. Ab Mai 1976 war Müller unter Berufung in das Richterverhältnis kraft Auftrags für ein Jahr an das Verwaltungsgericht Koblenz abgeordnet. 1978 erfolgte seine Ernennung zum Präsidenten des Verwaltungsgerichts Koblenz.
Nach der Ernennung zum Richter am Bundesverwaltungsgericht im Juni 1980 wies ihn das Präsidium dem für das Recht des öffentlichen Dienstes zuständigen 2. Revisionssenat zu. Im Januar 1998 übernahm er als Vorsitzender Richter den Vorsitz des 8. Revisionssenats, der u. a. für das Kommunalrecht und das Recht der offenen Vermögensfragen zuständig war. Am 31. Januar 2004 trat Müller in den Ruhestand.
Müller war neben seiner richterlichen Tätigkeit ab 1992 Vertreter der nichtständigen Beisitzer des Dienstgerichts des Bundes. In der 11. Legislaturperiode des Bundestages gehörte er dem Beirat für Naturschutz und Landschaftspflege beim Bundesminister für Umwelt, Naturschutz und Reaktorsicherheit an. Müller engagierte sich zudem in der Stiftung Gesellschaft für Rechtspolitik (Veranstalter der Bitburger Gespräche).